# Guillaume Grivel
Guillaume Grivel (* 16. Januar 1735 in Uzerche; † 17. Oktober 1810 in Paris) war ein französischer Schriftsteller und Jurist.

## Leben
Guillaume Grivel studierte Jurisprudenz und schlug in Bordeaux die Laufbahn als Advokat ein. Er gab diese aber bald auf und wandte sich nach Paris, um hier vor allem schriftstellerisch tätig zu sein. Seine Schriften verließen zwar meistens das juristische Gebiet, verfolgten aber doch häufig Ziele, die für das praktische Leben von besonderer Bedeutung sind. Es wird an ihnen auch ein gefälliger Stil gelobt. Nach der Gründung der Zentralschulen in Paris wurde Grivel dort Professor der Gesetzgebung. Er war u. a. Mitglied der Akademien von La Rochelle, Dijon und Rouen sowie der philosophischen Gesellschaft zu Philadelphia. 1810 starb er im Alter von 75 Jahren in Paris.

## Werk
Grivel schrieb u. a.:
- L’ami des jeunes gens (2 Bände, Lille 1764–66), eine pädagogische Schrift
- Nouvelle bibliothèque de littérature, d’histoire et de critique, ou choix des meilleurs morceaux tirés des Ana (2 Bände, Lille und Paris 1765): Eine seltsame Blütenlese aus Thuanus, Valesius, Scaliger, Huet, Varillas u. a., Stellen aus deren Werken, ohne inneren Zusammenhang aneinandergereiht.
- Théorie de l’éducation (3 Bände, Paris 1776 und 1783); schon 1777 erschien in Breslau eine deutsche Übersetzung
- L’île inconnue ou Mémoires du chevalier de Gastines, contenant l’histoire de la formation et de la civilisation de la société (6 Bände, 1783–87). Es erschienen bald mehrere Ausgaben, auch eine deutsche Übersetzung. La Harpe urteilte, dass die in diesem Roman vom Verfasser dargestellten Abenteuer spannend geschrieben und die zu Grunde gelegten Prinzipien nicht schlecht gewählt seien; auch sei der Stil zwar nachlässig, aber ungezwungen und natürlich.
- Principes de politique, de finances, d’agriculture, de législation, et autres branches d’administration (2 Bände, Paris 1789)
- Analyse synoptique du cours de législation du citoyen Grivel, veröffentlicht 1802 durch A. Lorin

Außerdem bearbeitete Grivel in der Encyclopédie méthodique einen Teil der Artikel über Staats- und Volkswirtschaft. Auch gab er mit Zusätzen heraus: die Nouvelle école du monde von De Bret (Paris 1764; von ihm selbst rührt die Vorrede und im zweiten Teil die Übersicht über die schöne Literatur her) und die Entretiens d’un jeune prince avec son gouverneur par L. D. H. (4 Bände, Paris 1785). Das L. D. H. bedeutet nach Michaud (Biographie universelle, 2. Auflage 1843–65, Bd. 17, S. 574)  L’ami Des Hommes, und zwar ist damit der Marquis von Mirabeau gemeint.